# Departament de Caaguazú
El departament de Caaguazú és un dels 17 departaments del Paraguai. La seva capital és la ciutat de Coronel Oviedo. El seu codi ISO 3166-2 és PY-5.
Segons les dades del cens del 2002, tenia 448.983 habitants.